# Fokker F.I
A Fokker F.I (gyári név:V.5), egy három fedelű első világháborús vadászrepülőgép. A gép legfőbb tulajdonsága az volt, hogy a többi géphez képest nagyszerűen tudott kis ívben fordulni és így kiváló géppé vált. Mindössze három darabot gyártottak belőle az egész háború folyamán, azok viszont kiváló pilóták kezébe kerültek.

## A három gép pilótái
A leghíresebb pilóta, aki a Fokker F.I repülőgéppel repült, Werner Voss volt, tíz légi győzelmet ért el vele, és szintén ezzel a repülővel harcolt legendás párbajában, amikor több mint nyolc angol géppel harcolt egyszerre, de ez sem mentette meg a haláltól. A géppel egy kis ideig Manfred von Richthofen, a „vörös báró” is repült, 80 légi győzelméből kettőt ezzel szerzett. A harmadik pilóta Kurt Wolff volt, ő szintén csak egy kis ideig repült ezzel a géppel.

## Gyártók és üzemeltetők
Mind a három darabot a Német Császári légierő (Luftstreitkräfte) gyártotta és üzemeltette.